# 6809 Sakuma
6809 Sakuma eller 1938 DM1 är en asteroid i huvudbältet, som upptäcktes 20 februari 1938 av den tyske astronomen Karl Wilhelm Reinmuth i Heidelberg. Den har fått sitt namn efter den japanske astronomen Seiichi Sakuma.
Asteroiden har en diameter på ungefär 5 kilometer.